# Борткевич, Вавжинец
Вавжи́нец Бортке́вич (Лаури́нас Борткя́вичюс; пол. Wawrzyniec Bortkiewicz, лит. Laurynas Bortkevičius; 1750, по другим данным 10 августа 1756, деревня Янкайчяй, ныне Радвилишского района — 15 февраля 1823, местечко Скопишки, ныне Скапишкис Купишского района) — монах доминиканец, доктор теологии, составитель ряда религиозных книг; архитектор.

## Биография

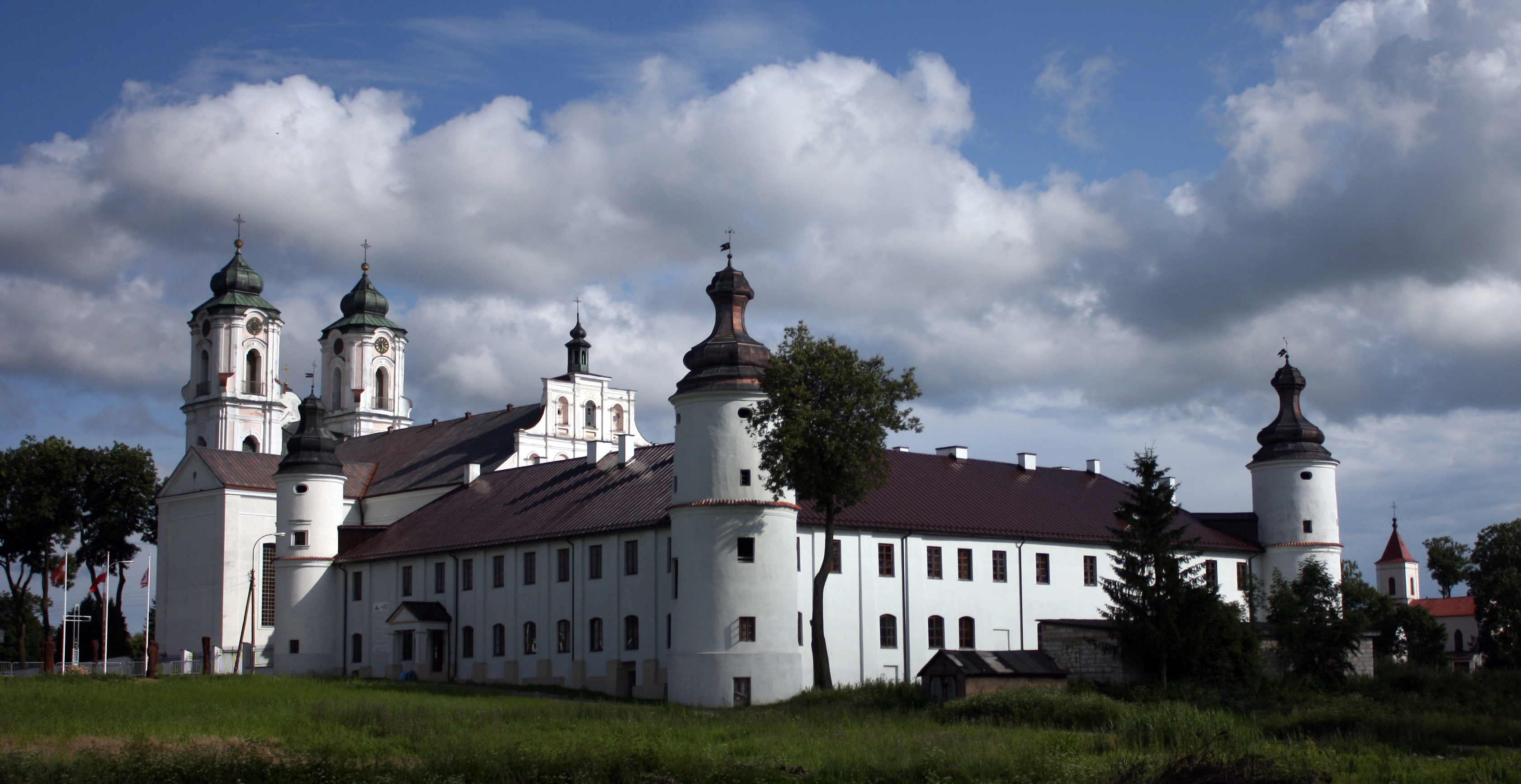
Доминиканский монастырь в Сейнах

Учился в Россиенах и Крожах. С 1770 или 1786 года монах доминиканского ордена. В 1774 году состоял в конвенте в Несвиже. Часто переводился из одного монастыря в другой. В 1790 и 1791 годах был учителем в школе при доминиканском монастыре и викарием в Сейнах.

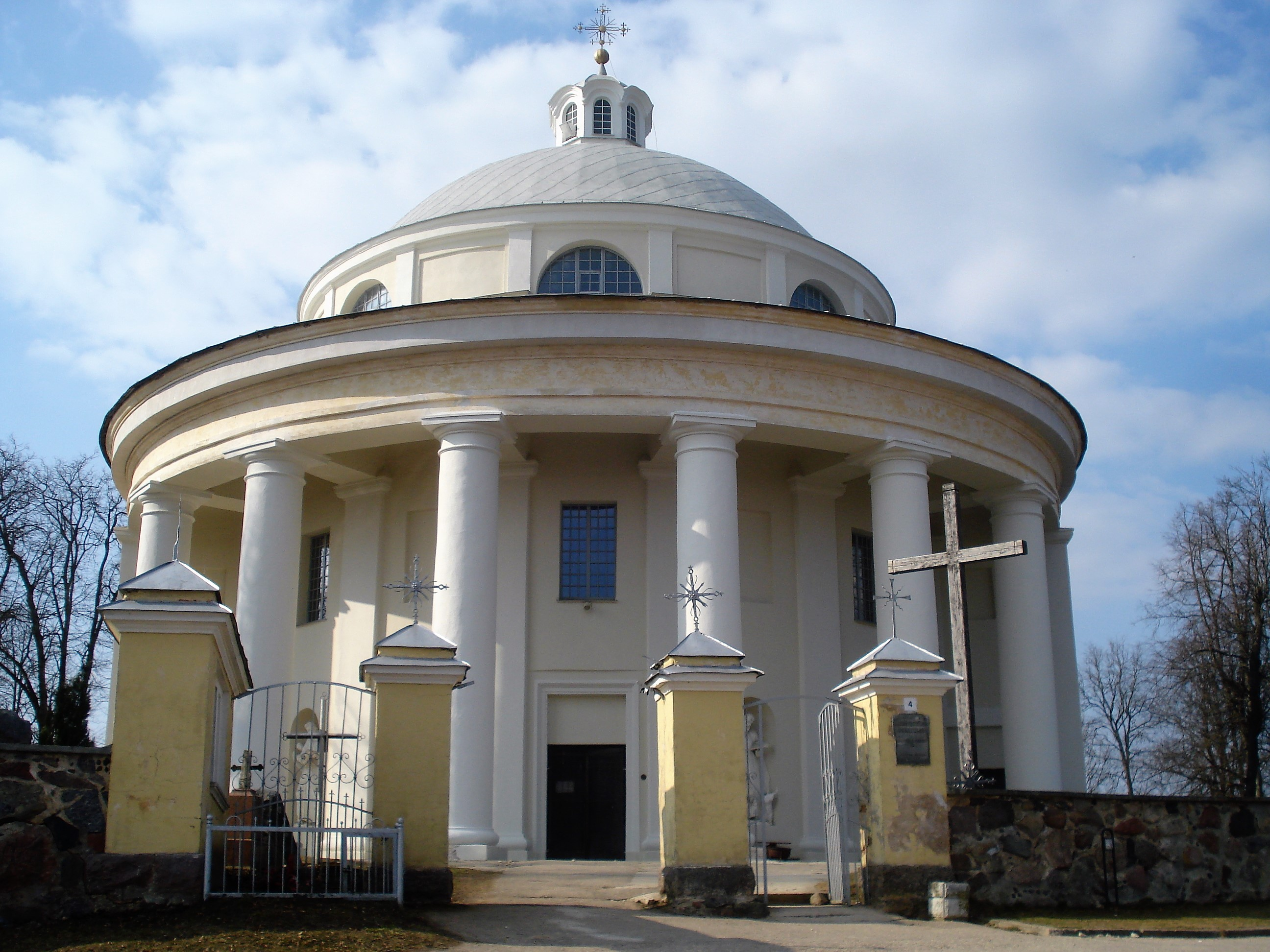
Костёл Пресвятой Троицы в Судярве

В 1798—1805 годах учился в Виленском университете, был учеником архитектора Михала Шульца. По всей видимости, проектировал костёл Пресвятой Троицы в Судярве, консультируясь со своим учителем (доминиканец Цезарий Волчацкий на средства епископа Валенты Волчацкого в 1803 году начал строить новый каменный костёл, возведённый к 1811—1812 годам).
С 1807 года Вавжинец Борткевич был приором доминиканского монастыря в Скопишках (Скапишкисе). В 1808 году на средства владельца местечка Игнация Тизенгауза заложил Кальварию в Скопишках, обнёс оградой кладбище.
Умер в Скопишках. Похоронен на кладбище монастыря (упразднённого в 1832 году).

## Литературная деятельность
В 1774 году напечатал поздравление на польском языке вернувшейся из поездки по европейским странам Теофили Констанции Моравской (урождённой Радзивилл) „Do Jasnie Oswiec. Xięzny Imci Z Radziwiłłow Teofili Morawskiey Generałowy Woysk W. X. L. Na Tęskliwe Wszystkich Ządze Wesoło I Szczęsliwie Pozwiedzeniu Obcych Krajow Do Nieswiza Powracającey Roku 1774. Od Nayobowiązańszego za Niepoliczone Łaski Konwentu Nieswiskiego Zakonu Kaznodzieyskiego Anakreontyka“. В 1777 году в Вильно вышла его ода „Na Powrot Jasnie Oswieconego Xiązęcia Jmci Karola Radziwiłła Wojewody Wilenskiego, Xiązęcia Na Ołyce, Słucku, Nieswizu, Birzach ... Od XX. Zakonu Kazn. Konwentu Nieswizkiego W Obowiązkach Całey Prowincyi Litewskiey Roku 1777 Oda“.
Перевёл с латинского и польского языков книги песен и молитв на литовском языке „Rožaniec N. Maryi Panny“ (1808), „Giesmes apey keturiolika stacuy“ (1810), „Karawakas, arba Križius Anioliszkas“ (около 1817), „Kiales krizaus“ (1819).